# Отряд Дамблдора
| Оригинал                | Росмэн                | Народные переводы     | Мария Спивак             | Бялко—Левитова |
| ----------------------- | --------------------- | --------------------- | ------------------------ | -------------- |
| Dumbledore`s Army, D.A. | Отряд Дамблдора, О.Д. | Армия Дамблдора, А.Д. | Думбльдорова Армия, Д.А. |                |

Отря́д Да́мблдора (англ. Dumbledore's Ármy, ОД) — вымышленная тайная организация учеников школы Хогвартс из серии романов о Гарри Поттере писательницы Джоан Роулинг. Главой организации являлся сначала Гарри Поттер (5 книга), а затем Невилл Долгопупс (7 книга). Целями ОД являются тренировки по защите от Тёмных искусств, а также (поначалу негласная) помощь Ордену Феникса в особо важных случаях для борьбы с Пожирателями Смерти.
Штаб-квартирой организации является Выручай-комната в Хогвартсе.

## Создание
Отряд Дамблдора возник из-за того, что преподавателем по Защите от тёмных искусств стала заместитель Министра Магии Долорес Амбридж, которая намеренно на уроках вместо практических навыков давала только теорию, по указу Министра Фаджа. Год создания отряда — 1995.
Идея создания Отряда Дамблдора принадлежала Гермионе Грейнджер, которая намного раньше других учеников Хогвартса поняла что Долорес Амбридж никаких реально значимых знаний на уроках Защиты от тёмных искусств им не преподаст. Она решила, что поскольку у Гарри немалый «боевой опыт» и он хорошо владеет защитной магией, то и сам может обучить остальных необходимым в бою заклинаниям. После согласия Гарри обучать других студентов, среди надёжных знакомых Гермионе удалось завербовать немало желающих. Первое, организационное заседание состоялось в Хогсмиде, в кабаке «Кабанья голова». Там же был составлен волшебный список Отряда Дамблдора, скреплённый клятвой молчания, в котором подписался каждый из двадцати восьми его участников.
Кроме тренировок, у членов Отряда была возможность проверить полученные навыки в деле: они участвовали в битве в Министерстве Магии и в двух битвах за Хогвартс с Пожирателями Смерти.
В книге Мариэтта Эджком, подруга Чжоу Чанг и одна из членов Отряда Дамблдора, предала организацию (впрочем, Гермиона предусмотрела такой случай, и предательница пала жертвой её заклятия), рассказав о ней Амбридж. В фильме же предательницей стала сама Чжоу, находясь под действием сыворотки правды. Это приостановило деятельность Отряда Дамблдора, но, однако, не помешало его членам оставаться друзьями и реорганизовать кружок через два года, когда директором школы стал Северус Снегг. Главой возрождённой организации стал Невилл Долгопупс. Большинство членов группы участвовало в обороне Хогвартса от Волан-де-Морта.

## Название
Название «Оборонное Движение» было придумано Чжоу Чанг, расшифровка же сокращения ОД «Отряд Дамблдора» была придумана Джинни Уизли как насмешка над Министерством Магии, которое подозревало, что директор школы Хогвартс Дамблдор, бывший в опале, тайно собирает армию для захвата власти.

Оборонное Движение? — сказала Чжоу. — Сокращенно ОД, никто ничего не поймёт.
— Да, ОД — подходяще, — ответила Джинни (в первоисточнике, в отличие от перевода «Росмэна»). Только пусть оно означает «Отряд Дамблдора», раз Министерство боится этого больше всего на свете.

## Связь
Связывались члены отряда с помощью заколдованных Гермионой специальных монет. На боковой стороне этих монет вместо номера отчеканившего эту монету гоблина находилась дата нового собрания Отряда Дамблдора. Чтобы поменять дату, достаточно было лишь изменить её на монете Гарри, и на всех остальных дата менялась сама, при этом монеты нагревались.

## Члены Отряда Дамблдора
- Гарри Поттер
- Рон Уизли
- Гермиона Грейнджер
- Невилл Долгопупс
- Дин Томас
- Лаванда Браун
- Парвати Патил
- Падма Патил
- Чжоу Чанг
- Мариэтта Эджком
- Полумна Лавгуд
- Кэти Белл
- Алисия Спиннет
- Анджелина Джонсон
- Колин Криви
- Деннис Криви
- Эрни Макмиллан
- Джастин Финч-Флетчли
- Ханна Аббот
- Сьюзен Боунс
- Энтони Голдстейн
- Майкл Корнер
- Терри Бут
- Джинни Уизли
- Захария Смит
- Фред Уизли
- Джордж Уизли
- Ли Джордан
- Симус Финниган